# Birgit Jooss
Birgit Jooss (* 1965 in Darmstadt) ist eine deutsche Kunsthistorikerin und Archivarin.

## Leben
Birgit Jooss studierte Kunstgeschichte, Kunstpädagogik und Geschichte an der Universität München und wurde dort 1998 mit einer Dissertation über Lebende Bilder promoviert. Zudem studierte sie Archivwissenschaft an der Fachhochschule Potsdam. Sie arbeitete konzeptionell und organisatorisch an Ausstellungen im Deutschen Historischen Museum, Berlin (1992), im Museum Villa Stuck (1992–2001) und im Schloßmuseum Murnau (1998–2000) mit. Am Institut für Kunstgeschichte der Universität München (2000–2007) war sie als wissenschaftliche Assistentin engagiert, und in der Akademie der Bildenden Künste München (2003–2007) als wissenschaftliche Mitarbeiterin und Archivarin. Von 2007 bis 2015 leitete sie das Deutsche Kunstarchiv im Germanischen Nationalmuseum in Nürnberg. Von April bis September 2015 war sie Direktorin des Archivs der Akademie der Künste in Berlin, von 2016 bis Anfang 2020 war sie Direktorin des documenta archivs in Kassel. Nach dreieinhalb Jahren Tätigkeit verließ sie auf eigenen Wunsch das Archiv in Kassel, um im Februar 2020 eine Aufgabe am Zentralinstitut für Kunstgeschichte in München zu übernehmen. Dort leitete sie das Projekt Händler, Sammler und Museen: Die Kunsthandlung Julius Böhler in München, Luzern, Berlin und New York. Im Februar 2022 wechselte sie zum Wittelsbacher Ausgleichsfonds und leitet dort den Bereich Kunst und Tradition.
Birgit Jooss unterrichtete seit 2000 immer wieder als Dozentin an verschiedenen Hochschulen, so an der Ludwig-Maximilians-Universität München, der Akademie der bildenden Künste München, der Friedrich-Alexander-Universität Erlangen-Nürnberg, der Fachhochschule Potsdam, der Georg-August-Universität Göttingen, der Kunsthochschule Kassel und der Universität Augsburg. 2024 unterrichtet sie an der Ludwig-Maximilians-Universität München.

## Veröffentlichungen (Auswahl)
Birgit Jooss ist durch zahlreiche Publikationen hervorgetreten, u. a. zur Geschichte der Kunstinstitutionen, des Kunstbetriebs, der Künstlerausbildung oder Fotografie, daneben auch zu Themen der Archivwissenschaft und Provenienzforschung.

### Bücher
- mit Cosima Dollansky, Christian Fuhrmeister, Stephan Klingen und Anna-Lena Schneider (Hrsg.): Quelle und Kontext. Objekte, Akteure, Prozesse der Kunsthandlung Julius Böhler, Edition Metzel, München 2024, ISBN 978-3-88960-249-7.
- mit Philipp Oswalt, Daniel Tyradellis (Hrsg.): bauhaus – documenta. Vision und Marke. Leipzig 2019, ISBN 978-3-95905-299-3.
- mit Lars Blunck (Hrsg.): Die Gesichter der Kunst. Beiträge der Tagung im Germanischen Nationalmuseum. Verlag des Germanischen Nationalmuseums, Nürnberg 2018, ISBN 978-3-946217-07-7.
- Johannes Grützke. Die Retrospektive. Verlag des Germanischen Nationalmuseums, Nürnberg 2011, ISBN 978-3-936688-58-0.
- Die digitale Edition der Matrikelbücher der Münchner Kunstakademie (= Schriften des Instituts für Dokumentologie und Editorik 4). BoD, Norderstedt 2010, ISBN 978-3-8423-1278-4.
- mit Walter Grasskamp (Hrsg.): Branko Senjor. 60er Jahre – Umbruchsjahre. Fotografien aus der Münchener Kunstakademie. München/Berlin 2006.
- Ateliers als Weihestätten der Kunst. Der „Künstleraltar“ um 1900. Dürr, München 2002 ISBN 978-3-923635-45-0.
- Lebende Bilder. Körperliche Nachahmung von Kunstwerken in der Goethezeit. Reimer, Berlin 1999, ISBN 978-3-496-01197-2.[4]

### Aufsätze (Auswahl)
- mit Andreas von Majewski: Der Wittelsbacher Ausgleichsfonds als Kunststiftung. In: Der Wittelsbacher Ausgleichsfonds. 1923 bis 2023 – Von der Gründung bis in die Gegenwart, hrsg. von Markus C. Müller und Dieter J. Weiß, Regensburg 2023, S. 106–139.
- Archiv oder Sammlung – Archivale, Dokument oder Kunstwerk? Logiken und Lücken in Kunstarchiven. In: Logik und Lücke. Die Konstruktion des Authentischen in Archiven und Sammlungen, hrsg. von Michael Farrenkopf, Andreas Ludwig und Achim Saupe, Göttingen 2021, S. 35–58.
- Ludwig Grote und die Galerie Zinckgraf (ehemals Heinemann) in den Jahren 1940–1946, in Ludwig Grote und die Bauhaus-Idee, hrsg. für die Stiftung Bauhaus Dessau von Peter Bernhard und Torsten Blume, Leipzig 2021, S. 117–129.
- München – Die Stadt der Künstlerfürsten, in: Malerfürsten. Hrsg. von der Kunst- und Ausstellungshalle Bonn (Konzept: Doris Lehmann und Katharina Chrubasik), München 2018, S. 39–51.
- Zwischen Poesie und Schweinestall. Zu den Münchner Studierendenprotesten an der Akademie der bildenden Künste und im Kunstverein, in: Flashes of the Future: Die Kunst der 68er oder Die Macht der Ohnmächtigen. Hrsg. von Andreas Beitin und Eckhart Gillen, Bonn 2018, S. 258–263.
- „Süßer Schatz und süßes Schätzchen“ – Otto Dix’ Briefe an Käte und Katharina Koenig in Dresden. In: Anzeiger des Germanischen Nationalmuseums 2014. Hrsg. von G. Ulrich Großmann, Nürnberg 2015, S. 127–144.
- Galerie Heinemann. Die wechselvolle Geschichte einer jüdischen Kunsthandlung zwischen 1872 und 1938. In: Anzeiger des Germanischen Nationalmuseums 2011. Hrsg. von G. Ulrich Großmann, Nürnberg 2012, S. 69–84.
- „Ein Tadel wurde nie ausgesprochen“. Prinzregent Luitpold als Freund der Künstler. In: Prinzregent Luitpold von Bayern. Ein Wittelsbacher zwischen Tradition und Moderne. Hrsg. von Ulrike Leutheusser und Hermann Rumschöttel, München 2012, S. 151–176.
- Nachlassverwaltung mit Geschäftssinn. Wie der schriftliche Nachlass von Lovis Corinth ins Deutschen Kunstarchiv gelangte. In: Von Künstlernachlässen und ihren Verwaltern. Eine Publikation des Arbeitskreises selbständiger Kultur-Institute e. V. – AsKI. Hrsg. von Volkmar Hansen, Ulrike Horstenkamp und Gabriele Weidle, Bonn 2011, S. 34–51.
- Tableaux und Attitüden als Inspirationsquelle inszenierter Fotografie im 19. Jahrhundert. In: Rollenspiele – Rollenbilder. Hrsg. von Toni Stooss und Esther Ruelfs, München 2011, S. 14–39.
- Die Münchner Bildhauerschule. Figürliche Arbeiten im Zeichen der Tradition. In: Anzeiger des Germanischen Nationalmuseums 2009. Hrsg. von G. Ulrich Großmann, Nürnberg 2010, S. 135–169.
- Kunstinstitutionen. Zur Entstehung und Etablierung des modernen Kunstbetriebs. In: Geschichte der bildenden Kunst in Deutschland. Vom Biedermeier zum Impressionismus. Hrsg. von Hubertus Kohle, München/Berlin/London/New York 2008, S. 188–211.

## Digitale Projekte
- 2023: Konzept der Website waf-bayern.de
- 2021: Kunsthandlung Julius Böhler online[5]
- 2019: Wieviel Bauhaus steckt in der documenta? Eine Spurensuche (erste virtuelle Ausstellung des documenta archivs)[6]
- 2017: Konzept der Website documenta-archiv.de
- 2014: Die Gesichter des Deutschen Kunstarchivs (erste virtuelle Ausstellung des Germanischen Nationalmuseums)[7]
- 2010: Galerie Heinemann online[8]
- 2008: Die digitale Edition der Matrikelbücher der Münchner Kunstakademie[9]